# Forti
Forti Corse, znany także jako Forti – były włoski zespół i konstruktor wyścigowy, startujący w Formule 1 w połowie lat 90. Zespół został założony w 1978 roku i przez dwie dekady brał udział w niższych formułach wyścigowych. Sukcesy zespołu obejmują zwycięstwa w klasyfikacji kierowców we Włoskiej Formule 3 w latach 80. oraz dwa zwycięstwa w zawodach Międzynarodowej Formuły 3000, w której zespół brał udział w latach 1987–1994. Od 1992 roku współzałożyciel zespołu, Guido Forti, utrzymywał kontakt z brazylijskim biznesmenem, Abílio dos Santosem Dinizem. Na skutek tej znajomości Diniz zapewnił zespołowi kierowcę wyścigowego – swojego syna Pedro, oraz wystarczający budżet do startów w Formule 1.
Forti zadebiutowało w Formule 1 w roku 1995, ale ich samochód – Forti FG01 – nie był konkurencyjny, a zespół nie zdołał zdobyć ani jednego punktu. Pomimo tego niepowodzenia Forti podpisało trzyletni kontrakt z Dinizem, który jednak został rozwiązany po tym, gdy Brazylijczyk przed sezonem 1996 odszedł do zespołu Ligier, pozbawiając Forti tym samym pieniędzy, których dostarczali zespołowi sponsorzy Diniza. Mimo tego zespół zdołał wziąć udział w sezonie 1996, wybudowawszy na niego nowy model – FG03. W trakcie sezonu część udziałów zespołu została odsprzedana grupie Shannon Racing, ale nie uchroniło to zespołu przed bankructwem i w połowie sezonu zespół wycofał się z zawodów Formuły 1.

## Początki
W 1978 roku dwaj Włosi – biznesmen Guido Forti oraz inżynier Paolo Guerci, założyli zespół Forti Corse Srl z siedzibą w Alessandrii (północne Włochy). Zespół został zarejestrowany jako spółka z ograniczoną odpowiedzialnością. Początkowo zespół ścigał się w niższych formułach, takich jak Formuła Ford i Formuła 3. Zespół szybko zaczął odnosić zwycięstwa. Kierowcy Forti – Franco Forini, Enrico Bertaggia, Emanuele Naspetti i Gianni Morbidelli zdobywali tytuły mistrzowskie dla zespołu Forti we Włoskiej Formule 3, kiedy to Forti było napędzane silnikami Volkswagena, a później Alfy Romeo. W 1988 roku Bertaggia wygrał prestiżowe zawody Formuły 3 o Grand Prix Makau oraz Grand Prix Monako, a rok później Morbidelli odniósł zwycięstwo w Pucharze Europejskiej Formuły 3 na torze Pau. Forti wycofało się z zawodów Włoskiej Formuły 3 po sezonie 1992. Dla Forti ścigali się także między innymi Teo Fabi i Oscar Larrauri – Fabi wygrał mistrzostwa Włoskiej Formuły Ford w 1977 roku, a Larrauri w 1979 roku został mistrzem Południowoamerykańskiej Formuły 3.

## Formuła 3000
W 1987 roku zespół Forti rozpoczął starty w Międzynarodowej Formule 3000. Nie odniesiono jednak natychmiastowych sukcesów, jak we Włoskiej Formule 3 – głównym powodem był fakt, iż zespół nie używał uznanych „klientowskich” nadwozi Loli, Marcha czy Ralta, a nadwozi Dallary, z którą to firmą zespół odnosił sukcesy we Włoskiej Formule 3. Kierowcą zespołu w sezonie 1987 był Nicola Larini, ale nie zdołał on w żadnym wyścigu zdobyć ani punktu. W roku 1988 zespół Forti, dla którego jeździł Enrico Bertaggia, wystartował jedynie w ostatnich dwóch eliminacjach (ponownie nie zdobyto punktów). Na sezon 1989 zmieniono dostawcę nadwozi na Lolę, wtedy też nastąpił pierwszy pełny sezon Forti w Formule 3000. Kierowcą zespołu był Claudio Langes, który zdobył dla zespołu pierwsze punkty w tej serii wyścigowej (drugie miejsce w Enna-Pergusa). W roku 1990 dla Forti jeździł Gianni Morbidelli, który odniósł pierwsze dla zespołu zwycięstwo, zdobył pierwsze pole position, a w całym sezonie zdobył 20 punktów, co dało mu piątą pozycję w klasyfikacji generalnej kierowców na koniec sezonu. W roku 1991 dla Forti jeździło dwóch kierowców – Fabrizio Giovanardi i Emanuele Naspetti. Naspetti odniósł 3 zwycięstwa, zdobywając na koniec sezonu 37 punktów, co dało mu trzecią pozycję. Giovanardi natomiast zdobył 6 punktów, co dało mu 11. miejsce. W sezonie 1992 kierowcami zespołu byli Emanuele Naspetti i Alessandro Zampedri. Naspetti zdobył w sezonie 19 punktów, co dało mu szóstą pozycję w klasyfikacji kierowców, ale na cztery ostatnie eliminacje sezonu zastąpił go Andrea Montermini. Zdobył on wtedy dla zespołu 2 zwycięstwa, a w całym sezonie zdobył łącznie 34 punkty, z czego 21 dla Forti. Zampedri zajął w klasyfikacji kierowców dwunaste miejsce z 4 punktami. Od roku 1993 zespół skoncentrował się wyłącznie na Formule 3000. W sezonie 1993 dla zespołu jeździli Monakijczyk Olivier Beretta oraz Brazylijczyk Pedro Diniz, który dzięki Carlo Ganciemu wnosił do zespołu pewną ilość pieniędzy. Beretta zdobył w całym sezonie 20 punktów, co dało mu szóstą pozycję w klasyfikacji kierowców, a na sezon 1994 został zatrudniony w Formule 1, w zespole Larrousse. Diniz nie zdobył ani punktu, Carlo Gancia natomiast wykupił udziały w zespole Forti od Paolo Guerciego i rozpoczął starania mające na celu starty zespołu w Formule 1. W roku 1994 dla Forti jeździli Pedro Diniz i Japończyk Hideki Noda. Diniz w całym sezonie zdobył 3 punkty, Noda – 6.

## Formuła 1

### Przygotowania
Gdy jego zespół zaczął odnosić coraz więcej sukcesów, Guido Forti zaczął myśleć o startach w Formule 1. Wcześniej kilka zespołów było zespołami Formuły 3000, a później wzięło udział w Formule 1. Niektóre z nich – takie jak Onyx czy Coloni – szybko upadały ze względu na brak pieniędzy. Z drugiej strony były zespół Formuły 3000, Jordan Grand Prix, w swoim pierwszym sezonie startów w Formule 1, zajął piąte miejsce w klasyfikacji konstruktorów. Forti uważał, że solidne podstawy finansowe są najważniejszym czynnikiem sukcesu. W związku z tym w 1991 roku rozpoczął starania mające na celu pozyskanie sponsorów i start w Formule 1. Pod koniec roku 1992 zespół podpisał kontrakt z Pedro Dinizem, którego majątek i powiązania ze sponsorami stały się podstawą funkcjonowania zespołu. Ojciec Diniza, Abílio dos Santos, był właścicielem dużej brazylijskiej spółki dystrybucyjnej Companhia Brasileira de Distribuição oraz sieci supermarketów Pão de Açúcar. Poprzez oferowanie firmom uprzywilejowanych miejsc ich produktów w supermarketach, rodzina Dinizów pozyskała takich sponsorów jak Arisco, Duracell, Gillette, Kaiser, Marlboro, Parmalat i Sadia oraz wsparcie Unibanco na finansowanie kariery Pedro Diniza. W 1993 roku za pośrednictwem Abílio dos Santos Diniza Forti spotkał się z biznesmenem Carlo Gancią. Gancia wykupił od Guerciego udziały w zespole, stając się jego współwłaścicielem, po czym rozpoczął poczynać przygotowywania nad wprowadzeniem zespołu Forti do Formuły 1. Zdołał on ostatecznie przy pomocy rodziny Dinizów pod koniec 1994 roku uzyskać odpowiedni budżet na starty w Formule 1. Zdołał także zatrudnić takich pracowników, jak projektanta Sergio Rinlanda i byłego menedżera Ferrari, Cesare Fiorio. Jako osobistego trenera Pedro Diniza zatrudniono byłego kierowcę Formuły 1, René Arnoux. Ze względu na wsparcie brazylijskiego oddziału Forda zespół mógł także po atrakcyjnej cenie zakupić silniki Ford ED V8
Zapewnienie wsparcia finansowego i zatrudnienie pracowników oznaczało, że Forti było zdolne do udziału w Formule 1 w sezonie 1995. Finansowany przez firmy wniesione przez Abílio Diniza, zespół miał na pewien czas zagwarantowaną stabilność finansową – w pierwszym sezonie budżet wynosił około 17 milionów dolarów. Ponadto Pedro Diniz podpisał z zespołem trzyletni kontrakt.

### Forti FG01

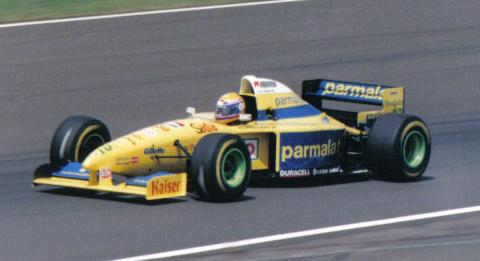
Forti FG01

Najtrudniejszym zadaniem dla zespołu było zaprojektowanie i zbudowanie pierwszego własnego samochodu (co nakazywały przepisy Formuły 1). Pierwszy samochód zespołu, FG01, był przestarzały, zbyt ciężki i bardzo wolny, przez co został określony jako „nic więcej niż poprawiony samochód F3000" czy nawet „straszna kupa śmieci”.
Na model miało wpływ wiele czynników. Sergio Rinland wcześniej pracował nad takimi modelami jak Brabham BT60Y czy Fondmetal GR02. Pod koniec 1994 roku Forti kupił pozostałe aktywa nieistniejącego już zespołu Fondmetal, w tym samochód GR02, i zwrócił się do Rinlanda o pomoc w rozwoju zrobionego na zamówienie samochodu Forti, opartego na modelu Fondmetal, który miał wystartować w sezonie 1993. Rinland miał dzięki temu duży wkład w model FG01; przy projektowaniu i budowaniu samochodu zapewnił sobie również pomoc doświadczonych włoskich inżynierów: Giorgio Stirano i Giacomo Caliriego. Aerodynamika samochodu została ukończona przez byłego pracownika Brabhama, Fondmetalu i Astauto – Hansa Fouche, przy użyciu tunelu aerodynamicznego w Południowej Afryce, natomiast składaniem samochodu zajęła się firma Belco Avia. Mówiono jednak, że FG01 był niczym więcej jak tylko przeróbką GR02.
Tak więc FG01 nie był pod względem wydajności samochodem udanym. Był przestarzały, kanciasty i nieporęczny, ze słabą wydajnością aerodynamiczną wpływającą negatywnie na przyczepność i skręcanie. Samochód miał zbyt duży nos i początkowo nie dysponował airboksem, był także zbyt ciężki, a moc silników Ford ED, w znacznym stopniu finansowanych przez Ford do Brasil, była zbyt niska – wynosiła około 100 KM nniej od napędzających Benettona i Williamsa silników Renault. Był to także jedyny samochód w sezonie 1995 posiadający manualną skrzynię biegów. Był pomalowany w charakterystyczne, żółto-niebieskie barwy, a jego felgi były zielone, co miało ilustrować wpływ Brazylii na Forti. Dokładny odcień każdego koloru został wybrany w hołdzie dla Ayrtona Senny, który zginął podczas Grand Prix San Marino 1994.

### Sezon 1995

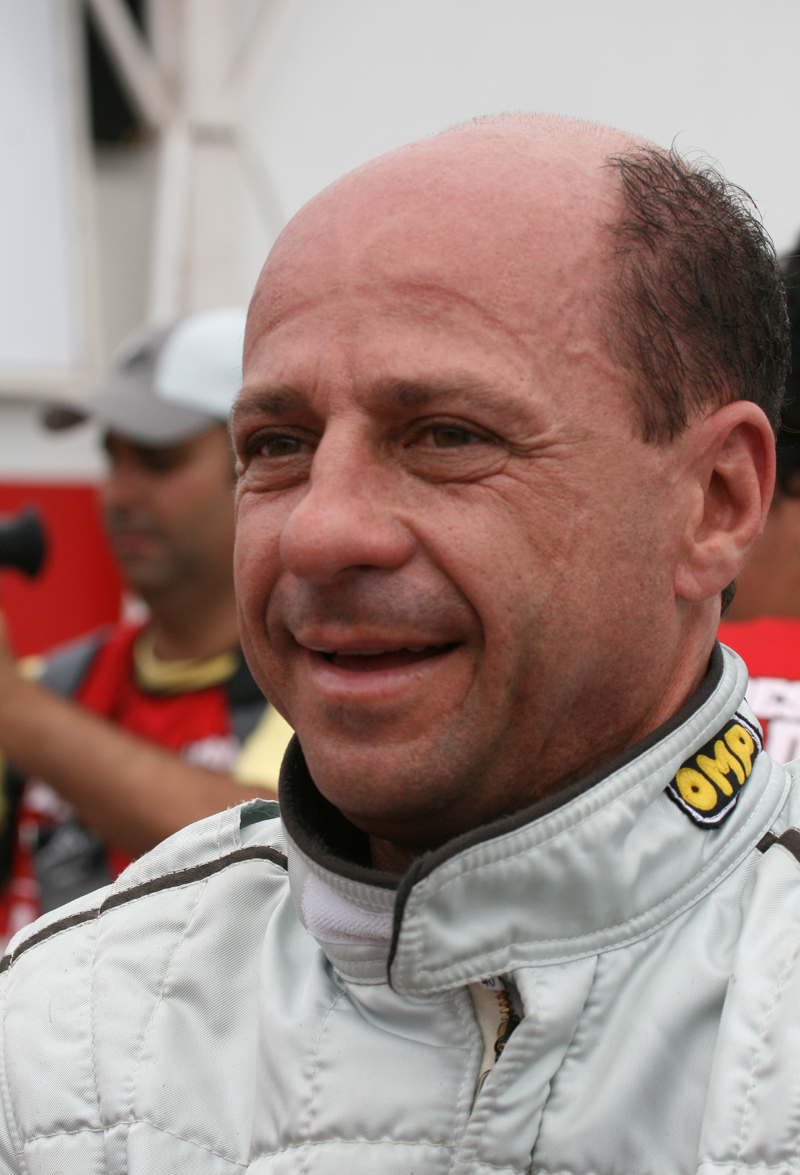
Roberto Moreno w 2007 roku

Pierwszym kierowcą zespołu na sezon 1995 został Pedro Diniz, który już bez większych sukcesów ścigał się dla Forti w Formule 3000. Diniz miał jednak zagwarantowane miejsce w zespole ze względu na jego powiązania ze sponsorami. Drugim kierowcą został Roberto Moreno, który ostatnio w Formule 1 jeździł w sezonie 1992 w zespole Andrea Moda. Jednakże początkowo z Moreno nie podpisano kontraktu na cały sezon, a kontrakt miał być odnawiany po każdym wyścigu. Moreno został wybrany spośród takich kierowców, jak Christian Fittipaldi, Maurício Gugelmin, Gil de Ferran, Emanuele Naspetti, Andrea Montermini i Pedro Lamy. Spekulowano, że ten, kto dołączy do zespołu, będzie umownie związany jako kierowca numer dwa po Dinizie, i że ojciec Diniza nalegał na w pełni brazylijski skład kierowców. Rzecznik Forti przyznał, że głównymi powodami zatrudnienia Moreno były doświadczenie i narodowość. Na Grand Prix Pacyfiku planowano zatrudnić Hideki Nodę, ale Japończyk nie uzyskał superlicencji.
W przeciwieństwie do kilku innych zespołów, Forti rozpoczęło testowanie samochodu stosunkowo długo przed rozpoczęciem sezonu. Podczas testów na torze Estoril Diniz stracił do najszybszego kierowcy siedem sekund na okrążeniu.
Pierwszym wyścigiem zespołu w Formule 1 było Grand Prix Brazylii. W kwalifikacjach Moreno zdobył 23 pozycję, tracąc ponad sześć sekund do zdobywcy pole position, Damona Hilla, a Diniz był 25 (strata prawie 8 sekund do Hilla). W wyścigu Diniz był ostatni – dziesiąty, tracąc do zwycięzcy, Michaela Schumachera siedem okrążeń. Moreno natomiast miał wypadek na 47 okrążeniu i nie ukończył wyścigu. W wyścigu o Grand Prix Argentyny obaj kierowcy Forti nie zostali sklasyfikowani, mimo że dojechali do mety – mieli bowiem 9 okrążeń straty do zwycięzcy, co stanowiło mniej niż regulaminowe 90% przejechanego dystansu, wymaganego do sklasyfikowania kierowcy. Najszybsze okrążenie obu kierowców było o ponad 10 sekund gorsze od najszybszego okrążenia wyścigu i o pięć sekund od najgorszego kierowcy ścigającego się w innym zespole niż Forti (Domenico Schiattarelli z Simteka). W Grand Prix San Marino sytuacja była podobna – do najszybszego w kwalifikacjach Michaela Schumachera obaj kierowcy Forti stracili około 9 sekund. W wyścigu ponownie nie zostali sklasyfikowani, tracąc siedem okrążeń do zwycięzcy. Wtedy też zespół zaczął stawać się obiektem żartów w padoku, jako że Diniz i Moreno byli wyraźnie wolniejsi od kierowców innych najsłabszych zespołów: Pacifika, Simteka i Minardi. Jednakże budżet zespołu pozwolił na wprowadzenie ulepszeń do samochodu. W trakcie sezonu jego waga została zmniejszona o 60 kg, zastosowano półautomatyczną skrzynię biegów, airbox i dokonano poprawek przedniego spojlera, sekcji bocznych i monocoque'u. W trakcie sezonu podwojono także liczbę personelu. Te czynniki spowodowały poprawę tempa w sezonie, i zespół nie zaliczył już wyścigów, które by ukończył, a nie zostałby w nich sklasyfikowany.
Pomiędzy Grand Prix Brazylii i Argentyny Rinland powrócił do Europy i podjął pracę na pełny etat jako dyrektor techniczny zespołu. Jego długoterminowym zadaniem było założenie w Wielkiej Brytanii biura projektowego dla zespołu, a jego początkowym zadaniem było podniesienie konkurencyjności FG01 przez dokonanie szereg ulepszeń technicznych. Jednak po kilku tygodniach Rinland opuścił zespół na skutek kłótni z właścicielami Forti w sprawie braku konkurencyjności samochodu.
Średnia ukończonych wyścigów przez kierowców Forti wynosiła w sezonie 1995 około 60%, co przyniosło Dinizowi reputację solidnego, niezawodnego kierowcy. W połowie sezonu zespół zdołał nawiązać rywalizację z Pacifikiem – w kwalifikacjach do Grand Prix Niemiec obaj kierowcy po raz pierwszy byli szybsi od obu kierowców Pacifika. Jednakże możliwość rywalizacji z Pacifikiem wynikała nie tylko z ulepszeń samochodu, ale także z faktu, iż Pacific w trakcie sezonu zatrudnił wolniejszych, płacących za starty kierowców – Giovanniego Lavaggiego i Jeana-Denisa Délétraza.
Po ostatnim Grand Prix sezonu, Grand Prix Australii, wydawało się, że Forti będzie mieć solidne podstawy na sezon 1996 – w kwalifikacjach Moreno jako pierwszy kierowca Forti uzyskał czas poniżej 107% czasu zdobywcy pole position, co było o tyle ważne, że od sezonu 1996 miała obowiązywać zasada niedopuszczająca do wyścigu kierowców, którzy uzyskali czas gorszy niż 107% czasu zdobywcy pole position. W wyścigu Diniz zajął siódme miejsce, i mimo że wyprzedził tylko Bertranda Gachota, to brakło mu zaledwie jednego miejsca, by zdobyć punkt. Mimo tego, że Forti nie zdobyło w sezonie żadnych punktów, ukończyło sezon na jedenastym miejscu w klasyfikacji konstruktorów, wyprzedzając Pacifika i Simteka na mocy lepszych miejsc poza punktowaną szóstką.
Po zakończeniu sezonu Forti FG01 pojawiły się na Bologna Motor Show i wzięły udział w zawodach Formula One Indoor Trophy. Kierowcami byli Montermini, Lavaggi i Vittorio Zoboli, ale wszyscy trzej przegrali z kierowcami Minardi.
Pomimo postępów poczynionych przez Forti w trakcie sezonu 1995, rok ten wciąż był postrzegany jako nieudany. Zespół wydał więcej pieniędzy niż jego bezpośredni rywale, a zaprojektowano, zbudowano i rozwijano zupełnie nieefektywny samochód. Diniz i jego sponsorzy zostali określeni jako „wyrzucający swoje pieniądze”. Starty Brazylijczyka nadszarpnęły jego reputację jako poważnego kierowcy Formuły 1 i musiało minąć kilka lat, by Diniz udowodnił, że nie jest kierowcą Formuły 1 wyłącznie za sprawą pieniędzy. Wielu obserwatorów narzekało na starty Moreno w Forti, podkreślając, że tak doświadczony kierowca nie zasługuje na hańbę jazdy tak niekonkurencyjnym samochodem. Pozytywami były stosunkowo wysoka niezawodność i fakt, że rodzina Dinizów była zakontraktowana do finansowania zespołu na najbliższe dwa lata.

### Sezon 1996

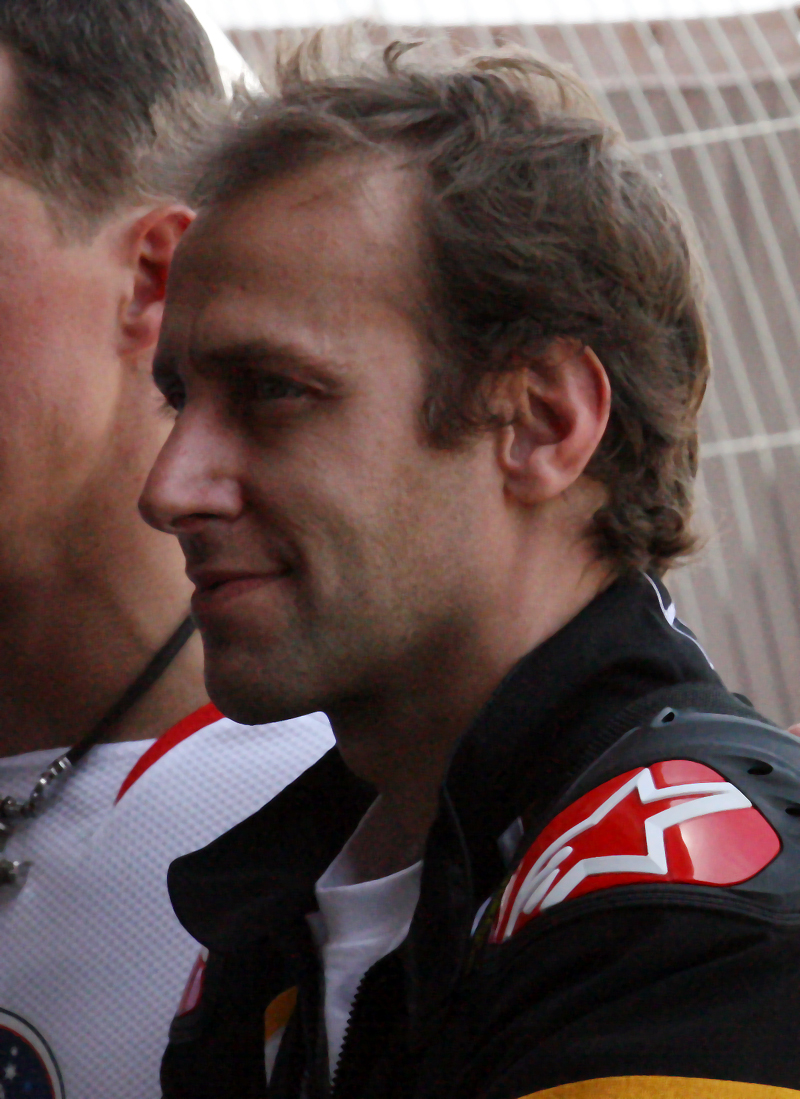
Luca Badoer w 2007 roku

Dzięki solidnym podstawom i dobremu budżetowi, sezon 1996 wyglądał obiecująco dla Forti. Zespół negocjował zakup droższych i mocniejszych silników Forda, które miałyby zastąpić przestarzałe jednostki ED. Bezpieczeństwo finansowe zespołu można było wywnioskować także przez wzgląd na to, iż Minardi – zespół lepszy, ale biedniejszy – rozważał połączenie się z Forti w celu utrzymania swojej obecności w Formule 1. Jednakże te aspiracje zostały podane w wątpliwość, gdy Pedro Diniz odszedł do Ligiera, zastępując Martina Brundle’a. Sponsorzy Forti powiązani z Dinizem – tacy jak Parmalat czy Marlboro – także opuścili zespół, wskutek czego budżet zespołu znacznie się zmniejszył. Przez pewien czas wydawało się, że zespół w ogóle nie weźmie udziału w sezonie 1996, a jego przetrwanie było stale kwestionowane. Rozwój nowego samochodu opóźniał się, a zespół został zmuszony do użycia ubiegłorocznego modelu, oznaczonego FG01B, który był napędzany przez tylko trochę bardziej konkurencyjne od silników Ford ED jednostki Ford Zetec-R. Zespół musiał bazować również na pomniejszych sponsorach. Zainwestowaniem w ekipę Forti był zainteresowany koncern Red Bull, który sfinansował w pierwszej połowie 1996 r. testy dla swojego protegowanego Ingo Gerstla, ale ostatecznie nic z tego nie wyszło. Forti pozostał jednak w stawce zespołów Formuły 1 w sezonie 1996. Po zwolnieniu z zespołu Moreno zespół pozostał bez żadnego kierowcy, wskutek czego rozpoczęto poszukiwania nowych kierowców i odbyto kilka testów na włoskich torach. W testach tych uczestniczyli między innymi Andrea Montermini, Giovanni Lavaggi, Luca Badoer, Vittorio Zoboli, Hideki Noda, Franck Lagorce oraz Jarosław Wierczuk. Ostatecznie kierowcami zespołu zostali Badoer i Montermini (mający niewielkie wsparcie sponsorów), a kierowcą testowym został Lagorce. Pacific wycofał się przed sezonem i stało się jasne, że Forti z powolnym modelem FG01B będzie jednym z najsłabszych zespołów. W pierwszej eliminacji sezonu, Grand Prix Australii, obaj kierowcy nie spełnili wymogu 107% – zwycięzca kwalifikacji, Jacques Villeneuve, osiągnął czas 1,32.371, natomiast Badoer i Montermini osiągając czasy odpowiednio 1,39.202 i 1,42.087 nie zdołali zakwalifikować się do wyścigu. Jednakże obaj kierowcy Forti zdołali zakwalifikować się do Grand Prix Brazylii i Argentyny. Z kierowców Forti wyścig o Grand Prix Brazylii ukończył tylko Badoer (jedenaste miejsce), a w Grand Prix Argentyny finiszował tylko Montermini (dziesiąta pozycja). Badoer przyciągnął w Argentynie uwagę z innego powodu. Gdy Diniz próbował go zdublować, Badoer zderzył się z nim; jego samochód wzbił się w powietrze i wylądował do góry kołami, ale Włochowi nic się nie stało. W kwalifikacjach do Grand Prix Europy kierowcy Forti uzyskali czas o ponad 6 sekund gorszy od zdobywcy pole position, co nie mieściło się w limicie 107%.
Na następny wyścig, Grand Prix San Marino, Forti wyprodukowało nowy model, FG03. Model ten był skonstruowany przez tych samych pracowników co w roku 1995, a dalsze prace były prowadzone przez George’a Rytona po tym, gdy odszedł on z Ferrari i objął stanowisko dyrektora technicznego Forti w połowie sezonu. Samochód był od poprzedników lżejszy i mniejszy, miał poprawioną aerodynamikę i lepszą skrzynię biegów. Obaj kierowcy uznali ten model za znaczącą poprawę w stosunku do starego samochodu, określając FG03 jako mający zwiększone docisk aerodynamiczny i czułość w prowadzeniu. Jednakże na Grand Prix San Marino został przygotowany tylko jeden model FG03, który poprowadził Badoer, natomiast Montermini dysponował jeszcze modelem FG01B. Montermini nie zakwalifikował się do wyścigu, natomiast Badoer zdołał to uczynić, mając czas ponad 0,9 sekundy lepszy od regulaminowych 107% i tracąc do Ricardo Rosseta (Footwork) 0,7 sekundy. Badoer ukończył wyścig na ostatnim, dziesiątym miejscu, ale wskutek problemów z niezawodnością do dziewiątego Pedro Lamy’ego z Minardi stracił dwa okrążenia. Do wyścigu o Grand Prix Monako, gdzie użyto już dwóch modeli FG03, zakwalifikowali się obaj kierowcy Forti, ale podczas odbywającej się w mokrych warunkach rozgrzewce Montermini rozbił swój samochód i nie wziął udziału w wyścigu. W deszczowym wyścigu Badoer na 60 okrążeniu miał kolizję z dublującym go Villeneuve’em, za co otrzymał grzywnę w wysokości 5000 dolarów.

### Porozumienie z Shannon Racing
Po Grand Prix Monako pojawiły się plotki, że Forti nie dotrwa do końca sezonu, jeśli nie zostanie przejęte. Przed następnym wyścigiem, Grand Prix Hiszpanii, szef Belco Avia, Arron Colombo, ogłosił, że zostało osiągnięte porozumienie pomiędzy Guido Fortim i grupą Shannon Racing, która zakupiła od chcącego wystawić własny zespół w Indy Racing League Carlo Gancii 51% udziałów w zespole. Umowa została zawarta w tym samym miesiącu, 30 czerwca. Shannon Racing i jego spółka-matka FinFirst były irlandzkim sekcjami grupy finansowej z Mediolanu i w 1996 roku założyły zespoły w różnych mistrzostwach Formuły 3 oraz w Międzynarodowej Formule 3000. Grupa Shannon Racing chciała przejść do Formuły 1 i początkowo planowała wystawić własny zespół na rok 1998, natomiast po wykupieniu udziałów w Forti dążyła do tego, by przekształcić Forti w narodowy irlandzki zespół, czemu sprzeciwił się Guido Forti. Uważano, że za zaaranżowaniem umowy stał Colombo, a umowa miała obowiązywać w roku 1996 i opcjonalnie w 1997 z powodu długów Forti wobec Belco Avia. W ramach zmian z zespołu do Ligiera odszedł Cesare Fiorio, a zastąpił go Daniele Coronna, natomiast z Ferrari przyszedł George Ryton.
W Grand Prix Hiszpanii wystawiono samochody Forti z nowym, zielono-białym malowaniem, co potwierdzało umowę zespołu z Shannon Racing. Ten bodziec finansowy zdawał się zapewnić przetrwanie zespołu. Do Grand Prix Hiszpanii nie zakwalifikował się żaden z kierowców Forti, ale obaj zakwalifikowali się do Grand Prix Kanady, podczas którego to wyścigu na tylnym spojlerze pojawił się napis Sokół Helicopters, co było związane z tym, że firma PZL-Świdnik miała wówczas silne powiązania z Arronem Colombo, który chciał wypromować polski produkt. Przed Grand Prix Francji nastąpił konflikt między Guido Fortim i Shannon Racing – Shannon ogłosiło, że posiada 51% udziałów w zespole, natomiast Forti twierdził, że na konto zespołu nie wpłynęły żadne pieniądze. Obaj kierowcy zdołali się zakwalifikować do Grand Prix Francji, ale odpadli z wyścigu na skutek awarii silników. Powszechnie twierdzono jednak, że było to spowodowane tym, iż Forti na skutek długów nie otrzymało od Coswortha nowych silników, a stare miały zbyt duży przebieg.

### Upadek
Po oskarżeniu Shannon Racing o niewypłacalność Forti oświadczył także, iż 51% udziałów w zespole należy do niego. W zespole zabrakło pieniędzy i stało się wątpliwe, czy Forti zdąży przybyć na Grand Prix Wielkiej Brytanii. Zespół przybył na Grand Prix, ale na skutek zbyt dużego przebiegu silników oraz niedoboru paliwa kierowcy przejechali podczas treningów zaledwie kilka okrążeń, co nie pozwoliło ustawić odpowiednio samochodu na kwalifikacje. W kwalifikacjach kierowcy stracili prawie dziewięć sekund do zdobywcy pole position i nie wzięli udziału w wyścigu. Zespół udał się na Grand Prix Niemiec, ale obydwa bolidy nie wyjechały z garażu z powodu braku pieniędzy oraz jednostek napędowych.
Mimo faktu, że za nieobecność zespołu podczas Grand Prix groziła kara finansowa, Guido Forti po przedyskutowaniu sprawy z właścicielem praw komercyjnych do Formuły 1 Berniem Ecclestonem postanowił wycofać zespół z Grand Prix Niemiec, jako że ciągle trwały negocjacje pomiędzy nim i Shannon Racing. Po fiasku negocjacji Forti ogłosił, że umowa z Shannon nie obowiązuje. Forti liczył na sfinalizowanie kilku umów sponsorskich, które pozwoliłyby jego zespołowi wziąć udział w Grand Prix Węgier. Shannon Racing odpowiedziało twierdzeniem, że nadal posiada 51% udziałów w zespole i że zamierza rozwiązać problemy finansowe Forti na własną rękę, w tym wymieniając Guido Forti jako szefa zespołu na kogoś innego. Forti podał Shannon Racing do sądu, gdzie rozpoczął sądowną walkę o prawa do kontroli nad zespołem.
Sytuacja w zespole, w którym nie było wiadomo, kto jest właścicielem, była bardzo zła. Zespół stanął przed perspektywą dalszego płacenia wysokich kar nakładanych przez Fédération Internationale de l’Automobile za omijanie wyścigów, jeśli sytuacja nie ulegnie poprawie lub nawet wykluczeniem z mistrzostw za stawianie Formuły 1 w złym świetle, tak jak to miało miejsce z Andrea Moda w roku 1992. Forti wycofało się z mistrzostw, nie biorąc udziału ani w Grand Prix Węgier, ani w żadnym innym Grand Prix do końca sezonu. Badoer i Montermini pozostali bez pracy, a przyzwoity model FG03 nie ścigał się już nigdy więcej. We wrześniu włoski sąd przyznał rację Guido Fortiemu w sprawie praw do kontroli nad zespołem, ale zespół już wtedy nie istniał. Zespoły Shannon Racing w niższych formułach przestały istnieć po 1996 roku. Tuż przed upadkiem zespołu Forti podpisał Porozumienie Concorde na rok 1997, które to porozumienie mogłoby dać szansę przetrwać jego zespołowi ze względu na dodatkowe przychody z tytułu praw telewizyjnych, które były odpowiednio rozdzielone na każdy z zespołów na podstawie warunków umowy.

## Spuścizna
Upadek Forti oznaczał nie tylko upadek zespołu Formuły 1, ale również zespołu, który odnosił sukcesy w Formule 3000 i innych seriach wyścigowych. Uważa się, że gdyby w tym samym czasie zespół dysponował budżetem z 1995 roku i modelem FG03, odnosiłoby sukcesy, oraz że upadek zespołu był spowodowany przez odejście Diniza. Forti jest określane jako kolejny zespół, który nie był w stanie sfinansować swoich aspiracji, a także jako jeden z ostatnich „prawdziwych prywatnych” zespołów biorących udział w sporcie w tej epoce, w której znacznie zwiększało się zaangażowanie dużych producentów samochodów w Formułę 1. Forti jest często przytaczane wraz z Pacifikiem i Simtekiem jako przykład tej tendencji. Twierdzono również, że w finansowanie zespołu Formuły 1 jest potrzebna coraz większa ilość pieniędzy, co zmusiło wiele mniejszych zespołów wycofać się w pierwszej połowie lat 90. z Formuły 1. Niektórzy jednak uważali Forti i podobne zespoły z końca stawki za niezasługujące na miejsce w Formule 1 i sugerowali, że wprowadzenie zasady 107% przez FIA w 1996 roku zmusiło takie zespoły albo do podniesienia konkurencyjności, albo do całkowitego opuszczenia Formuły 1.
Jednakże samochody Forti są używane po dziś dzień: w styczniu 2000 roku kupiła je angielska szkoła wyścigowa Aintree Racing Drivers’ School.

## Wyniki
| Legenda oznaczeń w tabelach wyników Wyświetl szablon na nowej stronie | Legenda oznaczeń w tabelach wyników Wyświetl szablon na nowej stronie                                                                     |
| Oznaczenie                                                            | Wyjaśnienie |
| --------------------------------------------------------------------- | --- |
| Złoty                                                                 | Zwycięzca lub mistrzostwo |
| Srebrny                                                               | 2. miejsce lub wicemistrzostwo |
| Brązowy                                                               | 3. miejsce lub II wicemistrzostwo |
| Zielony                                                               | Ukończył, punktował (w klasyfikacji generalnej, gdy zdobył co najmniej jeden punkt na przestrzeni sezonu, poza trzema powyższymi opcjami) |
| Niebieski                                                             | Ukończył, nie punktował (w klasyfikacji generalnej, gdy nie zdobył co najmniej jednego punktu na przestrzeni sezonu)                      |
| Czerwony                                                              | Nie zakwalifikował się (NZ) |
| Czerwony                                                              | Nie prekwalifikował się (NPK) |
| Różowy                                                                | Nie ukończył (NU) |
| Różowy                                                                | Niesklasyfikowany (NS) (w klasyfikacji generalnej, gdy nie został sklasyfikowany w żadnym wyścigu sezonu)                                 |
| Czarny                                                                | Zdyskwalifikowany (DK) |
| Czarny                                                                | Wykluczony (WYK/EX) |
| Biały                                                                 | Nie wystartował (NW) |
| Biały                                                                 | Kontuzjowany (K/INJ) |
| Biały                                                                 | Wyścig odwołany (OD/C) |
| Bez koloru                                                            | Został wycofany (WYC/WD) |
| Bez koloru                                                            | Nie przybył (NP/DNA) |
| Bez koloru                                                            | Nie brał udziału w treningach (NT/DNP) |
| Bez koloru                                                            | Nie został zgłoszony (–) |
| Pogrubienie                                                           | Start z pole position |
| Kursywa                                                               | Najszybsze okrążenie wyścigu |
| †                                                                     | Nie ukończył, ale jego rezultat został zaliczony ze względu na przejechanie więcej niż 90% dystansu wyścigu.                              |
| *                                                                     | Sezon w trakcie |
| 1/2/3                                                                 | Punktowana pozycja w sprincie |
| Lista systemów punktacji Formuły 1                                    | |

### Formuła 3000
| Sezon | Zespół      | Silnik | Kierowcy            | Wyniki w poszczególnych eliminacjach | Wyniki w poszczególnych eliminacjach | Wyniki w poszczególnych eliminacjach | Wyniki w poszczególnych eliminacjach | Wyniki w poszczególnych eliminacjach | Wyniki w poszczególnych eliminacjach | Wyniki w poszczególnych eliminacjach | Wyniki w poszczególnych eliminacjach | Wyniki w poszczególnych eliminacjach | Wyniki w poszczególnych eliminacjach | Wyniki w poszczególnych eliminacjach | Wyniki kierowców | Wyniki kierowców |
| 1987  |             |        |                     | SIL                                  | VAL                                  | SPA                                  | PAU                                  | DON                                  | PER                                  | BRH                                  | BIR                                  | IML                                  | BUG                                  | JAR                                  | Punkty           | Pozycja          |
| ----- | ----------- | ------ | ------------------- | ------------------------------------ | ------------------------------------ | ------------------------------------ | ------------------------------------ | ------------------------------------ | ------------------------------------ | ------------------------------------ | ------------------------------------ | ------------------------------------ | ------------------------------------ | ------------------------------------ | ---------------- | ---------------- |
| 1987  | Forti Corse | Ford   | Nicola Larini       | -                                    | -                                    | -                                    | -                                    | -                                    | NU                                   | 16                                   | -                                    | NU                                   | -                                    | NU                                   | 0                | 36               |
| 1987  | Forti Corse | Ford   | Nicola Tesini       | -                                    | -                                    | -                                    | -                                    | -                                    | -                                    | -                                    | NZ                                   | -                                    | -                                    | -                                    | 0                | NS               |
| 1988  |             |        |                     | JER                                  | VAL                                  | PAU                                  | SIL                                  | MNZ                                  | PER                                  | BRH                                  | BIR                                  | BUG                                  | ZOL                                  | DIJ                                  | Punkty           | Pozycja          |
| 1988  | Forti Corse | Ford   | Enrico Bertaggia    | NZ                                   | NZ                                   | NZ                                   | NZ                                   | 7                                    | 16                                   | NW                                   | NZ                                   | NZ                                   | 11                                   | NU                                   | 0                | 23               |
| 1988  | Forti Corse | Ford   | Fernando Croceri    | NZ                                   | NZ                                   | NZ                                   | NZ                                   | NZ                                   | -                                    | -                                    | -                                    | -                                    | -                                    | -                                    | 0                | NS               |
| 1988  | Forti Corse | Ford   | Nino Famà           | -                                    | -                                    | -                                    | -                                    | -                                    | NZ                                   | -                                    | -                                    | -                                    | -                                    | -                                    | 0                | NS               |
| 1988  | Forti Corse | Ford   | Enrico Debenedetti  | -                                    | -                                    | -                                    | -                                    | -                                    | -                                    | -                                    | -                                    | -                                    | NZ                                   | NZ                                   | 0                | NS               |
| 1989  |             |        |                     | SIL                                  | VAL                                  | PAU                                  | JER                                  | PER                                  | BRH                                  | BIR                                  | SPA                                  | BUG                                  | DIJ                                  |                                      | Punkty           | Pozycja          |
| 1989  | Forti Corse | Ford   | Claudio Langes      | 12                                   | NU                                   | NU                                   | 7                                    | 2                                    | 6                                    | 9                                    | 15                                   | 9                                    | 7                                    |                                      | 7                | 12               |
| 1990  |             |        |                     | DON                                  | SIL                                  | PAU                                  | JER                                  | MNZ                                  | PER                                  | HOC                                  | BRH                                  | BIR                                  | BUG                                  | NOG                                  | Punkty           | Pozycja          |
| 1990  | Forti Corse | Ford   | Gianni Morbidelli   | 8                                    | NU                                   | 3                                    | NU                                   | 4                                    | 1                                    | NU                                   | NU                                   | NU                                   | 7                                    | 3                                    | 20               | 5                |
| 1991  |             |        |                     | VAL                                  | PAU                                  | JER                                  | MUG                                  | PER                                  | HOC                                  | BRH                                  | SPA                                  | BUG                                  | NOG                                  |                                      | Punkty           | Pozycja          |
| 1991  | Forti Corse | Ford   | Emanuele Naspetti   | 10                                   | 9                                    | NZ                                   | NW                                   | 1                                    | 1                                    | 1                                    | 1                                    | NU                                   | 6                                    |                                      | 37               | 3                |
| 1991  | Forti Corse | Ford   | Fabrizio Giovanardi | 12                                   | 5                                    | NZ                                   | 8                                    | NU                                   | 13                                   | 8                                    | 6                                    | NW                                   | 4                                    |                                      | 6                | 13               |
| 1992  |             |        |                     | SIL                                  | PAU                                  | CAT                                  | PER                                  | HOC                                  | NUR                                  | SPA                                  | ALB                                  | NOG                                  | MAG                                  |                                      | Punkty           | Pozycja          |
| 1992  | Forti Corse | Ford   | Emanuele Naspetti   | 6                                    | 1                                    | 16                                   | 2                                    | 4                                    | NU                                   | -                                    | -                                    | -                                    | -                                    |                                      | 19               | 7                |
| 1992  | Forti Corse | Ford   | Andrea Montermini   | -                                    | -                                    | -                                    | -                                    | -                                    | -                                    | 1                                    | 1                                    | 4                                    | NU                                   |                                      | 34               | 2                |
| 1992  | Forti Corse | Ford   | Alessandro Zampedri | NU                                   | NU                                   | 11                                   | 5                                    | 7                                    | NU                                   | 7                                    | 8                                    | 5                                    | NU                                   |                                      | 4                | 12               |
| 1993  |             |        |                     | DON                                  | SIL                                  | PAU                                  | PER                                  | HOC                                  | NUR                                  | SPA                                  | MAG                                  | NOG                                  |                                      |                                      | Punkty           | Pozycja          |
| 1993  | Forti Corse | Ford   | Olivier Beretta     | 1                                    | 10                                   | 4                                    | NU                                   | 4                                    | 5                                    | 13                                   | 9                                    | 4                                    |                                      |                                      | 20               | 6                |
| 1993  | Forti Corse | Ford   | Pedro Diniz         | NU                                   | NU                                   | NZ                                   | 7                                    | NU                                   | 16                                   | 14                                   | 11                                   | 14                                   |                                      |                                      | 0                | 22               |
| 1994  |             |        |                     | SIL                                  | PAU                                  | CAT                                  | PER                                  | HOC                                  | SPA                                  | EST                                  | MAG                                  |                                      |                                      |                                      | Punkty           | Pozycja          |
| 1994  | Forti Corse | Ford   | Pedro Diniz         | NU                                   | NU                                   | 10                                   | NU                                   | NU                                   | 9                                    | 4                                    | NU                                   |                                      |                                      |                                      | 3                | 14               |
| 1994  | Forti Corse | Ford   | Hideki Noda         | 5                                    | NU                                   | NU                                   | 3                                    | NU                                   | 7                                    | 16                                   | 11                                   |                                      |                                      |                                      | 6                | 10               |

Uwaga: Punktów w klasyfikacji zespołów nie przyznawano do 2003 roku włącznie.

### Formuła 1
| Sezon | Zespół              | Silnik | Kierowcy          | Wyniki w poszczególnych eliminacjach | Wyniki w poszczególnych eliminacjach | Wyniki w poszczególnych eliminacjach | Wyniki w poszczególnych eliminacjach | Wyniki w poszczególnych eliminacjach | Wyniki w poszczególnych eliminacjach | Wyniki w poszczególnych eliminacjach | Wyniki w poszczególnych eliminacjach | Wyniki w poszczególnych eliminacjach | Wyniki w poszczególnych eliminacjach | Wyniki w poszczególnych eliminacjach | Wyniki w poszczególnych eliminacjach | Wyniki w poszczególnych eliminacjach | Wyniki w poszczególnych eliminacjach | Wyniki w poszczególnych eliminacjach | Wyniki w poszczególnych eliminacjach | Wyniki w poszczególnych eliminacjach | Wyniki kierowców | Wyniki kierowców | Wyniki konstruktora | Wyniki konstruktora |
| 1995  |                     |        |                   | BRA                                  | ARG                                  | SMR                                  | ESP                                  | MCO                                  | CAN                                  | FRA                                  | GBR                                  | DEU                                  | HUN                                  | BEL                                  | ITA                                  | POR                                  | EUR                                  | PAC                                  | JPN                                  | AUS                                  | Punkty           | Pozycja          | Punkty              | Pozycja             |
| ----- | ------------------- | ------ | ----------------- | ------------------------------------ | ------------------------------------ | ------------------------------------ | ------------------------------------ | ------------------------------------ | ------------------------------------ | ------------------------------------ | ------------------------------------ | ------------------------------------ | ------------------------------------ | ------------------------------------ | ------------------------------------ | ------------------------------------ | ------------------------------------ | ------------------------------------ | ------------------------------------ | ------------------------------------ | ---------------- | ---------------- | ------------------- | ------------------- |
| 1995  | Parmalat Forti Ford | Ford   | Pedro Diniz       | 10                                   | NS                                   | NS                                   | NU                                   | 10                                   | NU                                   | NU                                   | NU                                   | NU                                   | NU                                   | 13                                   | 9                                    | 16                                   | 13                                   | 17                                   | NU                                   | 7                                    | 0                | 21               | 0                   | 11                  |
| 1995  | Parmalat Forti Ford | Ford   | Roberto Moreno    | NU                                   | NS                                   | NS                                   | NU                                   | NU                                   | NU                                   | 16                                   | NU                                   | NU                                   | NU                                   | 14                                   | NU                                   | 17                                   | NU                                   | 16                                   | NU                                   | NU                                   | 0                | 32               | 0                   | 11                  |
| 1996  |                     |        |                   | AUS                                  | BRA                                  | ARG                                  | EUR                                  | SMR                                  | MCO                                  | ESP                                  | CAN                                  | FRA                                  | GBR                                  | DEU                                  | HUN                                  | BEL                                  | ITA                                  | POR                                  | JPN                                  |                                      | Punkty           | Pozycja          | Punkty              | Pozycja             |
| 1996  | Forti Grand Prix    | Ford   | Luca Badoer       | NZ                                   | 11                                   | NU                                   | NZ                                   | 10                                   | NU                                   | NZ                                   | NU                                   | NU                                   | NZ                                   | NW                                   | -                                    | -                                    | -                                    | -                                    | -                                    |                                      | 0                | 21               | 0                   | 11                  |
| 1996  | Forti Grand Prix    | Ford   | Andrea Montermini | NZ                                   | NU                                   | 10                                   | NZ                                   | NZ                                   | NW                                   | NZ                                   | NU                                   | NU                                   | NZ                                   | NW                                   | -                                    | -                                    | -                                    | -                                    | -                                    |                                      | 0                | 23               | 0                   | 11                  |